# 田子ノ浦部屋

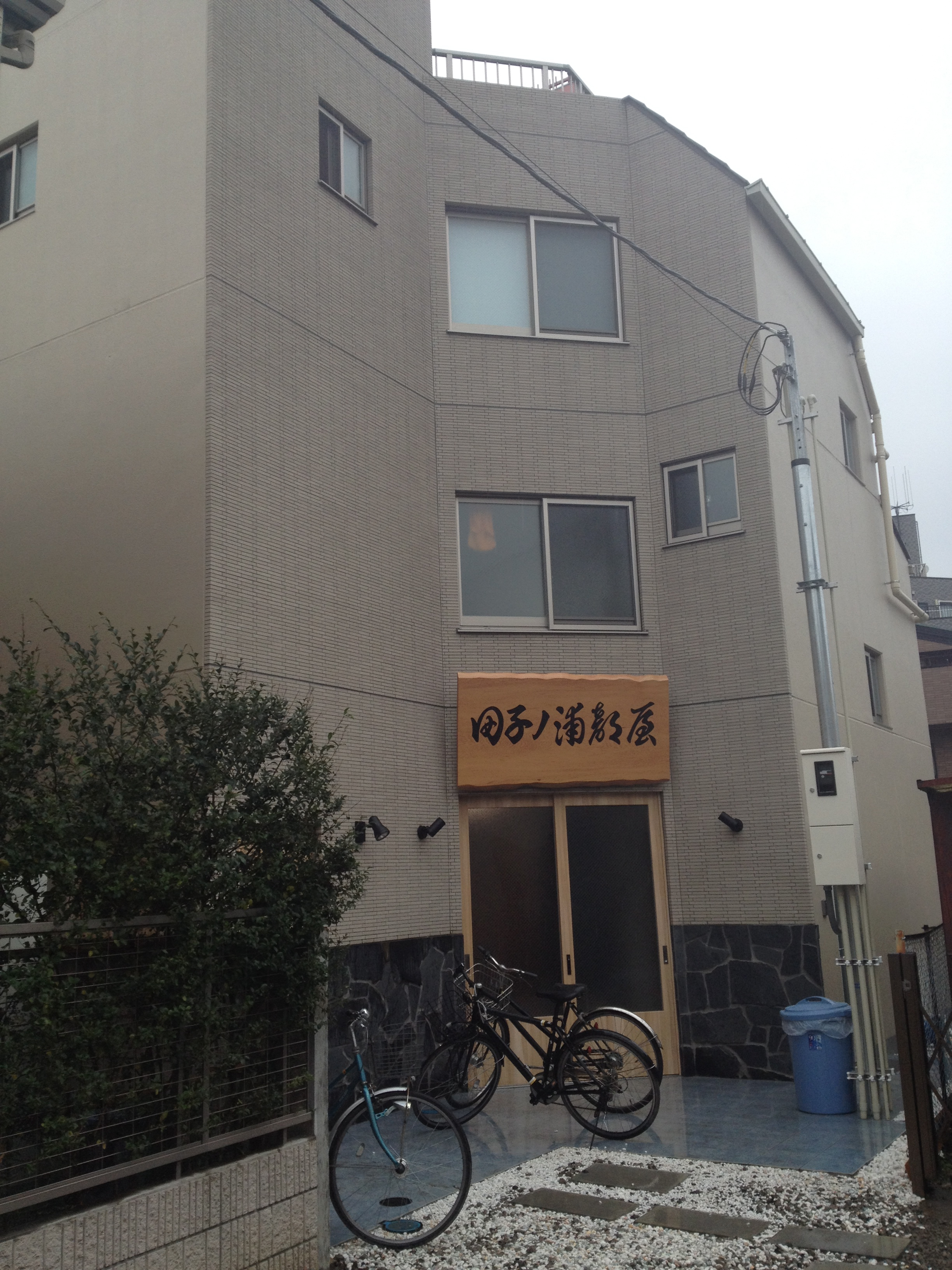
田子ノ浦部屋

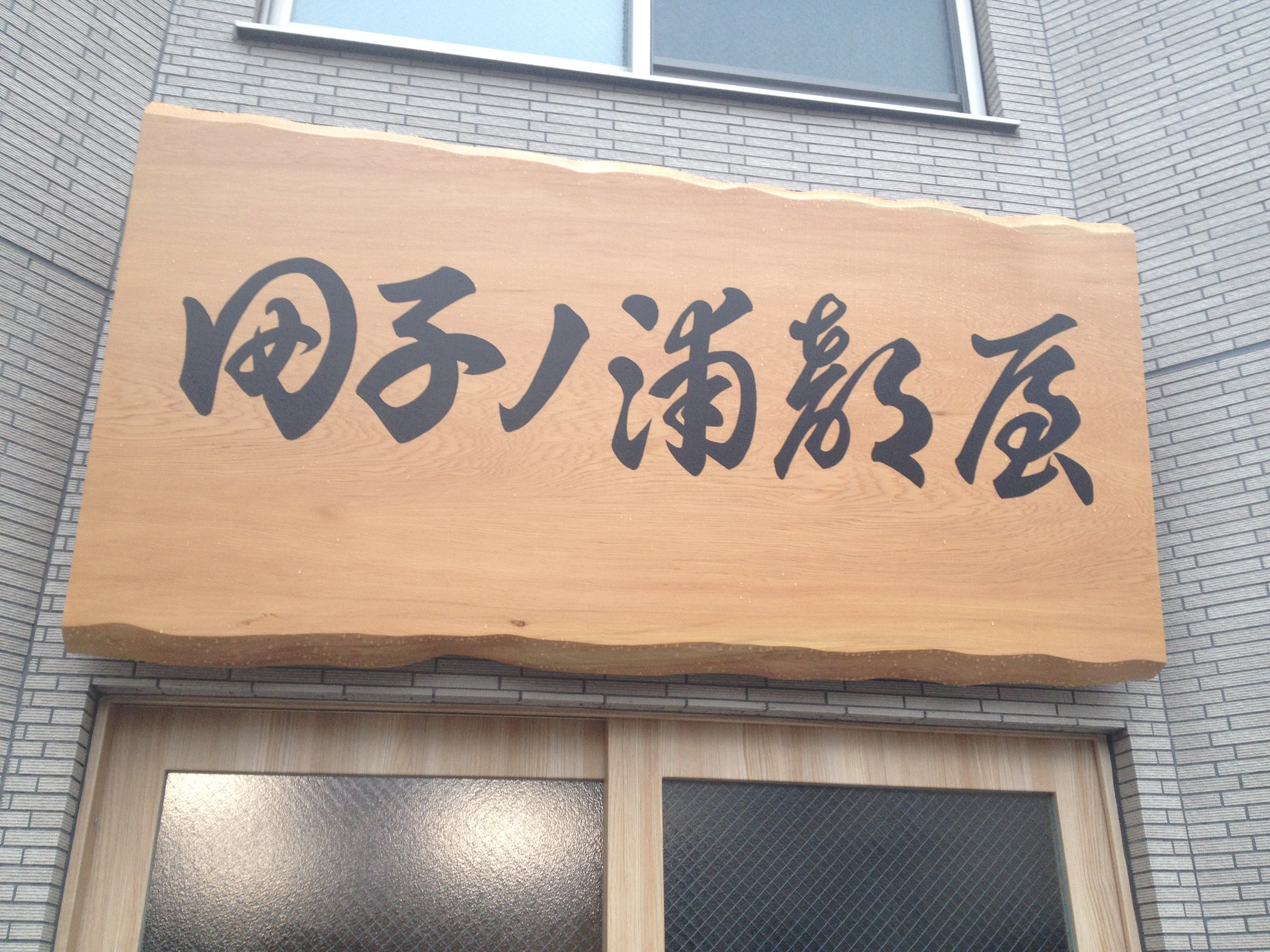
田子ノ浦部屋の看板

田子ノ浦部屋（たごのうらべや）は、日本相撲協会に所属する二所ノ関一門の相撲部屋。かつて出羽海一門にも同名の部屋が存在したが、系統的つながりはない。本項では前身の鳴戸部屋時代についても記す。

## 歴史

### 鳴戸部屋
1986年（昭和61年）1月場所限りで現役を引退して二子山部屋の部屋付き親方として後進の指導にあたっていた年寄・13代鳴戸（元横綱・隆の里）が、1989年（平成元年）2月1日付で力櫻ら6人の内弟子を連れて二子山部屋から分家独立して鳴戸部屋を創設した。以降、若の里や隆乃若、稀勢の里（のちの72代横綱）、髙安（のちの大関）など7人の関取を輩出した。
2011年10月下旬に、13代の弟子暴行疑惑、稀勢の里の暴行幇助疑惑、体重増加を目的としての隆の山に対するインスリン注射疑惑が『週刊新潮』2011年11月3日号および同年11月10日号で報道され、日本相撲協会も関係者への聞き取り調査を行っていた。ところが同年11月場所が開催される6日前の同年11月7日に13代が急逝したため、部屋の今後についてと暴行疑惑の調査に関する臨時理事会が翌11月8日に開催され、部屋付き親方である9代西岩（元幕内・隆の鶴）が部屋を継承することを認めた。なお、隆の山は13代が自身の糖尿病治療のために処方されたインスリンの注射を認めたが、インスリンは日本相撲協会の規定では禁止されていないため、協会は注意にとどめて処分は行わず、弟子への暴行疑惑調査も13代が逝去したことにより打ち切りとなった。
前述の決定を受けて、9代西岩は名跡所有者である若の里に西岩の名跡を返却すると共に急遽鳴戸の名跡を取得し、2011年11月8日に14代鳴戸を襲名して部屋を継承した。同年11月場所後には稀勢の里が大関への昇進を果たしている。
2012年9月10日に、2010年7月ごろから13代や所属力士たちからの暴行を受けたとして鳴戸部屋に所属していた22歳の元力士が、また、部屋に所属する行司からセクシャルハラスメントを受けたとして同部屋に所属していた18歳の元力士が、行司と13代の法定相続人らに対して2200万円の損害賠償を求める提訴を千葉地方裁判所松戸支部に行った。裁判は2013年12月に部屋の名称が田子ノ浦部屋へと改称されて以降も続いていたが、2014年5月16日に千葉地裁松戸支部は原告の請求を棄却し、原告側は控訴したものの、同年9月24日に東京高等裁判所は再び原告の請求を棄却している。

### 田子ノ浦部屋
日本相撲協会は2014年からの公益財団法人への移行に伴い、年寄名跡を協会側で一括管理するために、2013年12月20日までに年寄に対して協会へ年寄名跡証書を提出することを求めていたものの、14代は年寄・鳴戸の名跡証書の所有者である13代夫人との話し合いが付かず、日本相撲協会が定めた期限までに名跡証書を提出できなかったため、2012年2月に急逝した14代田子ノ浦（元幕内・久島海）の夫人が所有する年寄・田子ノ浦の名跡を正式に取得し、同年12月25日に日本相撲協会へ年寄・田子ノ浦の名跡証書を提出すると共に、正式に16代田子ノ浦を襲名した。これに伴い、同日付で部屋名が鳴戸部屋から田子ノ浦部屋へと変更され、大関・稀勢の里ら所属力士12人と行司2人・呼出1人・床山1人はそのまま田子ノ浦部屋の所属となった。
しかし鳴戸部屋の施設は13代鳴戸夫人が所有しているため、田子ノ浦部屋一同はそれまで使用してきた部屋の施設からの転居を余儀なくされた。そこで、翌26日には、16代田子ノ浦以下全員が同年10月に閉鎖された三保ヶ関部屋の旧施設（墨田区）へ、新部屋新設するまでの約半年間の予定で移転した。その後、当初の予定よりも新しい部屋施設の完成は遅れたものの、2014年12月14日に新築した施設での部屋開きを行った。いち早く弟子の稀勢の里に横綱に昇進してほしいという意図から、部屋開きの際に既に在位していた横綱による土俵入りは行われなかった。
2018年2月には、部屋付き親方である12代西岩（元関脇・若の里）が分家独立して西岩部屋を創設した。
2019年3月場所（大阪府立体育会館）から、田子ノ浦と親交のあるJRA騎手の小牧太の紹介で、大阪場所宿舎に兵庫県尼崎市の園田競馬場（小牧が中央競馬移籍前に在籍していた兵庫県競馬組合が所有）を使うこととなり、園田競馬場とはコラボレーションの関係となった。
2021年8月には、部屋付き親方の16代荒磯（元横綱・稀勢の里）が分家独立して荒磯部屋を創設した。この荒磯部屋は同年12月に二所ノ関部屋へ改称されている。
2022年1月4日に相撲協会は、部屋の若い衆2人、床山の床鳴が新型コロナウイルスに感染したと発表した。これにより、2022年1月場所は髙安ら部屋に所属する協会員は「陽性者及び濃厚接触の可能性がある」として全員が休場することが決定。

## 師匠
鳴戸部屋時代
- 13代：鳴戸俊英（なると としひで、第59代横綱・隆の里、青森）
- 14代：鳴戸伸一（なると しんいち、前8・隆の鶴、鹿児島）

田子ノ浦部屋時代
- 16代：田子ノ浦伸一（たごのうら しんいち、前8・隆の鶴、鹿児島）

## 所在地
- 東京都江戸川区東小岩4-9-20
  - JR東日本総武線 小岩駅から徒歩10分

## 力士

### 現役の関取経験力士
- 髙安晃（大関・茨城）13代、14代鳴戸→16代田子ノ浦弟子

### 横綱・大関

#### 横綱
- 稀勢の里寛（72代・茨城）13代、14代鳴戸→16代田子ノ浦弟子

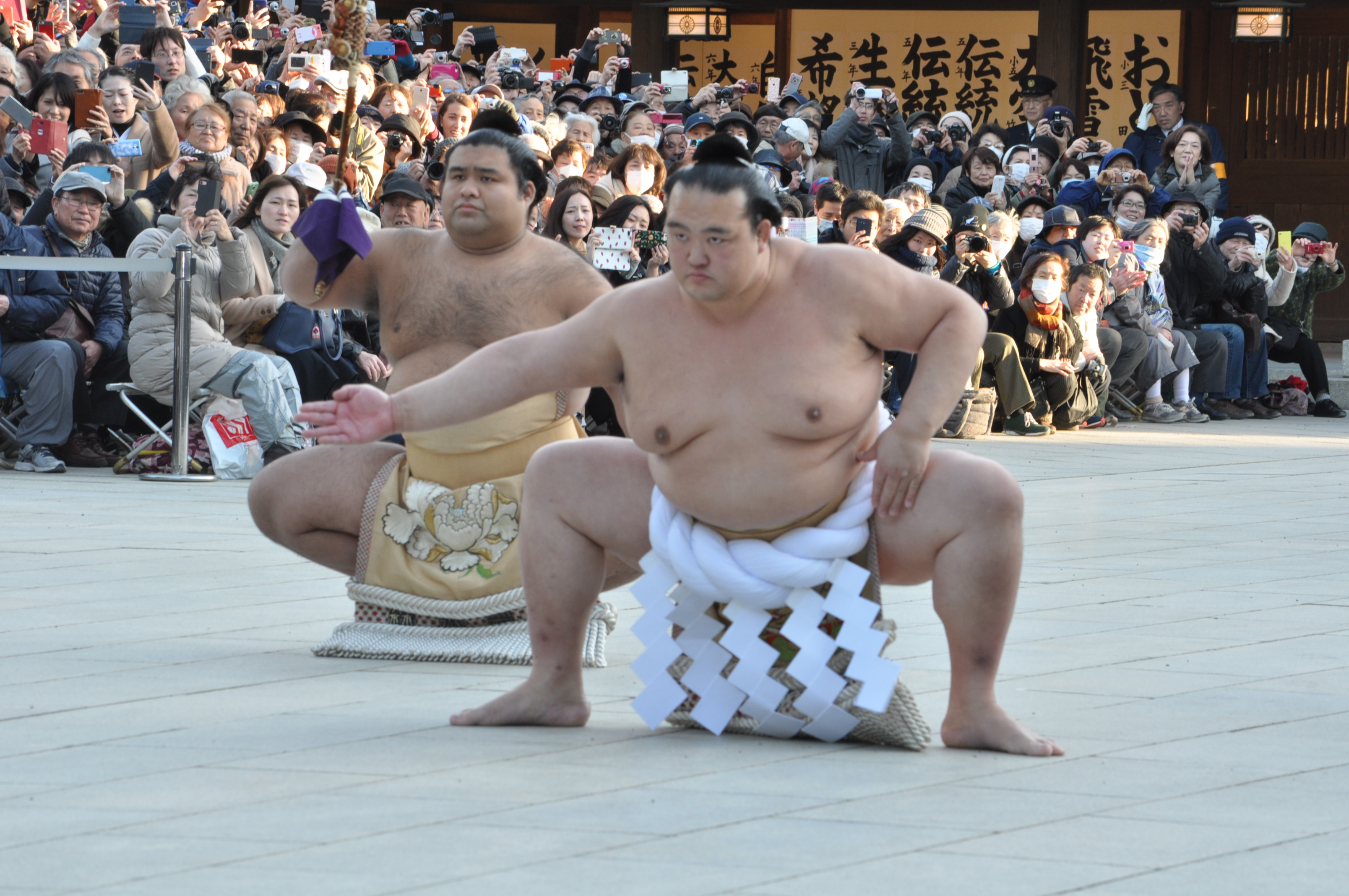
明治神宮で奉納土俵入りを行う稀勢の里（写真中央）。太刀持ちを務めたのは髙安（写真左）。（2017年1月27日撮影）

### 幕内
関脇
- 隆乃若勇紀（長崎）13代弟子
- 若の里忍（青森）13代、14代鳴戸→16代田子ノ浦弟子

前頭
- 力櫻猛（前4・奈良）13代弟子（入門は二子山部屋）
- 隆の鶴伸一（前8・鹿児島）13代弟子
- 隆の山俊太郎（前12・チェコ）13代、14代鳴戸→16代田子ノ浦弟子